# 楊鍾英
楊鍾英（？—1620年），號初陽，福建漳州府長泰縣人，明朝政治人物。

## 生平
隆庆庚午（1570年）七月初九日生。万历二十二年（1594年）甲午科福建鄉試第五十九名舉人，二十九年（1601年）联捷辛丑科二甲四十六名進士，都察院觀政，三十一年授户部主事，三十三年丁憂。三十五年補工曹主事，三十七年升员外郎，管重城，升都水司郎中，三十八年外转衡州知府，三十九年丁憂。四十三年继補宁波郡守，其俗以女许人，既而悔之改字，不为怪。甫下车，牒诉纷纭，钟英援礼据律，判归初婚，皆翕服。有穷不能婚娶者，捐俸助之，俗遂变。建育婴堂，置义田，按月课试诸生，众戴之，称为杨父。巡按御史最其政，当内迁，父老走相告曰：大吏夺我民良二千石乎？咸匍匐乞再任，萬曆四十六年（1618年）有诏升宁绍道副使，驻宁波，从民望也。宁波滨海，故有验船规例，岁可得银万有奇，悉除去。秩满，四十八年庚申卒于官，民立祠祀之。顺治辛丑，子杨梦枝登进士，道经宁波，故老走迎罗拜曰：噫！是吾杨父之子也。

## 家族
曾祖楊朝拱。祖父楊烱，庠生。父楊舞土，庠生。子杨梦枝登順治辛丑進士。
族人楊瑩鍾，万历进士。